# Cuevas del General
La Cuevas del General es una cueva histórica situado en el Frente de Levante, entre la Boca del Lobo y una casa en la Plaza de la Parda y los  torreones de las Pelotas y del Bonete Chico de la ciudad española de Melilla Peña Flamenca y forma parte del Conjunto Histórico Artístico de la Ciudad de Melilla, un Bien de Interés Cultural.

## Historia
Fue excavada en la primera mitad del siglo XVIII posiblemente cómo almacén de víveres o para permitir el desalojo de la población y aprovisionamiento en caso de sitio.
Fue usada cómo refugio del estado Mayor, encabezado por Juan Sherlock durante el Gran Asedio de Melilla

## Descripción
Consta de una cueva sitiada transversalmente a la muralla, que arranca de una casa, atraviesa la escarpa en su arranque y termina en una poterna; una salida a Melilla la Vieja y otras situadas en paralelo.